# Regine Pruzsinszky
Regine Pruzsinszky ist eine österreichische Altorientalistin.

## Leben
Sie studierte altsemitische Philologie und orientalische Archäologie in Wien, Berlin, Würzburg und Helsinki. Von 1990 bis 1998 nahm sie an verschiedenen archäologischen Ausgrabungen in Österreich, Griechenland, Syrien und im Libanon teil. Im Februar 2000 wurde sie an der Universität Wien promoviert. Von 2000 bis 2004 war sie Wissenschaftliche Angestellte beim Sonderforschungsbereich SCIEM 2000 The Synchronization of Civilizations in the Eastern Mediterranean in the 2nd Millennium BC. Seit 2002 lehrte sie an den Universitäten Wien, Prag, Freiburg, München und Berlin. Von 2004 bis 2007 forschte sie als APART-Stipendiatin der Österreichischen Akademie der Wissenschaften am Projekt Sänger und Sängerinnen im Alten Orient, Eine diachrone Studie (3.–1. Jt. v. Chr.) zur Stellung der Berufsgruppe der Sänger unter wirtschaftlichen und gesellschaftlich-kulturellen Gesichtspunkten. Von April 2007 bis Oktober 2010 vertrat sie die Professur Altorientalische Philologie am Orientalischen Seminar der Albert-Ludwigs-Universität Freiburg. Seit der Habilitation im Juni 2008 an der Universität Wien ist sie dort Privatdozentin. Seit November 2010 ist sie Professorin für Altorientalische Philologie an der Albert-Ludwigs-Universität Freiburg.
Ihre Forschungsschwerpunkte sind Chronologie Mesopotamiens, Namenforschung, Keilschrifttexte aus der Spätbronzezeit und Musiker im Alten Orient.

## Schriften (Auswahl)
- Die Personennamen der Texte aus Emar (= Studies on the civilization and culture of Nuzi and the Hurrians. Band 13). CDL Press, Bethesda 2003, ISBN 1-883053-75-7 (zugleich Dissertation, Universität Wien 2000).
- als Herausgeberin mit Hermann Hunger: Mesopotamian dark age revisited. Proceedings of an international conference of SCIEM 2000 (Vienna 8th – 9th November 2002) (= Denkschriften der Gesamtakademie. Band 32) (= Contributions to the chronology of the Eastern Mediterranean. Band 6). Verlag der Österreichischen Akademie der Wissenschaften, Wien 2004, ISBN 3-7001-3278-6.
- Mesopotamian Chronology of the 2nd Millennium BC. An Introduction to the Textual Evidence and Related Chronological Issues (= Denkschriften der Gesamtakademie. Band 56) (= Contributions to the chronology of the Eastern Mediterranean. Band 22). Verlag der Österreichischen Akademie der Wissenschaften, Wien 2009, ISBN 978-3-7001-6504-0 (zugleich Habilitationsschrift, Universität Wien 2008).
- als Herausgeberin mit Dahlia Shehata: Musiker und Tradierung. Studien zur Rolle von Musikern bei der Verschriftlichung und Tradierung von literarischen Werken (= Wiener offene Orientalistik. Band 8). Lit, Berlin u. a. 2010, ISBN 978-3-643-50131-8.
- als Herausgeberin mit Birgitta Eder: Policies of exchange. Political systems and modes of interaction in the Aegean and the Near East in the 2nd millennium B.C.E.. Proceedings of the international symposium at the University of Freiburg, Institute for Archaeological Studies, 30th May – 2nd June 2012 (= Oriental and European archaeology. Band 2). Austrian Academy of Sciences Press, Wien 2015, ISBN 978-3-7001-7661-9.
- als Herausgeberin mit Wolfgang Pruzsinszky und Wolfgang Punz: Verbannt nach Anatolien, Aufzeichnungen 1944–1945 von P. Siegfried Pruczsinsky CM. Alt-Mödling, Mödling 2015, ISBN 3-902405-08-2.